# Химна Белорусије
Ми Белоруси (блр. Мы, Беларусы) је незванично име Државне химне Белорусије (блр. Дзяржаўны гімн Рэспублікі Беларусь). Музику је написао Несцер Сакаловски. Након осамостаљења Белорусије само је музика коришћена као химна до 2. јула 2002. године када је председник Белорусије Александар Лукашенко издао декрет о новим речима химне. 

## Текст песме
| белоруски: | лацинка: | српски: |
| --- | --- | --- |
| -{Мы, беларусы – мірныя людзі, Сэрцам адданыя роднай зямлі, Шчыра сябруем, сілы гартуем Мы ў працавітай, вольнай сям'і.}-       | -{My, bielarusy – mirnyja ludzi, Sercam addanyja rodnaj ziamli. Ščyra siabrujem, sily hartujem My ŭ pracavitaj, volnaj siamji.}-         | Ми Белоруси смо миран народ, Целим срцем одани домовини. Ми смо одани пријатељи, одрастамо и живимо у тешком раду и независности!    |
| Рефрен: | | |
| -{Слаўся, зямлі нашай светлае імя, Слаўся, народаў братэрскі саюз! Наша любімая маці-Радзіма, Вечна жыві і квітней, Беларусь!}- | -{Slaŭsia ziamli našaj śvietlaje imia, Slaŭsia, narodaŭ braterski sajuz! Naša lubimaja maci-Radzima, Viečna žyvi i kvitniej, Bielaruś!}- | Слава благословљеном имену наше домовине! Слава нашем братском савезу народа! Вечно живи и напредуј Наша вољена домовино Белорусијо! |
| -{Разам з братамі мужна вякамі Мы баранілі родны парог, У бітвах за волю, бітвах за долю Свой здабывалі сцяг перамог!}-         | -{Razam z bratami mužna viakami My baranili rodny paroh, Ŭ bitvach za volu, bitvach za dolu Svoj zdabyvali ściah pieramoh!}-             | Заједно с нашом браћом вековима ми Храбро бранимо кућни праг, Носимо заставу победе У борбама за слободу и судбину!                  |
| Рефрен | | |
| -{Дружба народаў – сіла народаў — Наш запаветны, сонечны шлях. Горда ж узвіся ў ясныя высі, Сцяг пераможны – радасці сцяг!}-    | -{Družba narodaŭ – siła narodaŭ — Naš zapavietny, soniečny šlach. Horda ž uzvisia ŭ jasnyja vysi, Ściah pieramožny – radaści ściah!}-    | Људско пријатељство је људска снага и Наш свет и осветљен пут Вијори се поносно на чистом небу, Застава слободе, застава сунца!      |
| Рефрен | | |

## Химна Белоруске ССР
| белоруски: | лацинка: | српски: |
| --- | --- | --- |
| Мы, беларусы, з братняю Руссю Разам шукалі к счасцю дарог. У бітвах за волю, у бітвах за долю З ёй здабылі мы сцяг перамог! | My, biełarusy, z bratniaju Ruśsiu Razam šukali k ščaściu daroh. Ŭ bitvach za volu, u bitvach za dolu Ź joj zdabyli my ściah pieramoh! | Ми, Белоруси, са братском Русијом Тражисмо путеве ка срећи. У биткама за слободу, у биткама за судбину, Добисмо барјак победа! |
| -{Нас аб’яднала Леніна імя, Партыя к шчасцю вядзе нас у паход. Партыі слава! Слава Радзіме! Слава табе беларускі народ!}-   | -{Nas abjadnała Lenina imia, Partyja k ščaściu viadzie nas u pachod. Partyi slava! Slava Radzimie! Slava tabie, biełaruski narod!}-   | Нас је ујединило Лењиново име, Партија к' срећи води нас у поход. Слава Партији! Слава домовини! Слава теби, белоруски народе! |